# ドラゴンナイト
『ドラゴンナイト』（Dragon Knight）は、1989年11月1日にエルフより発売されたアダルトゲームとそのシリーズ、及び前者を原作として制作された一般OVAと15禁OVAである。

## アダルトゲーム版

### 概要
本作は、それまで一介のソフトハウスに過ぎなかったエルフの名を、業界に一躍知らしめた金字塔とも呼ぶべき作品である。『ウィザードリィ』を下敷きにしたと窺えるシンプルな3D描画と高めな難易度の下、ダンジョンの奥深く捕われの身になっている美少女達を敵との戦闘で解放していきながら彼女達の艶姿を堪能するというゲームシステムは、以降のアダルトゲーム業界におけるRPGの定番となった。デジタル8色しか使えない当時のハード上の制約から、タイルパターンを駆使することで美麗に描かれたセル画調のグラフィックもファンの心を掴むことに一躍買い、以降のエルフ作品へファンを繋ぐ要素となっている。前後の時期に他社より発売された『カオスエンジェルス』、『ブランマーカー』、『闘神都市』などと同じく、アダルトゲームにもゲームとして楽しめる作品があることを知らしめる役目を果たしており、業界的にも重要な転機となった。
大ヒットを受け、後にはNECアベニューによりPCエンジン（PCE）へ移植されているが、発売は続編の『ドラゴンナイトII』（『II』）や『ドラゴンナイトIII』（『III』）より後となった。主人公を初め登場キャラクター達には当時の他社作品同様、豪華声優陣を起用。内容の方は過激なグラフィックに修正を加えた上で、ゲーム本編とは別に本作から『III』までのヒロイン達を紹介していく「グラフィティモード」を追加。それに伴い、タイトル名も『ドラゴンナイト&グラフィティ』へと変更されている。

### あらすじ
世界のどこかにある、美女だけの豊かな国・ストロベリーフィールズ。そこにそびえ立つ女神の塔には人々から崇められている水の女神が居たが、塔を陣取った何者かによって封印されてしまう。その犯人であるドラゴンナイトは、どこからともなく現れては強大なドラゴンに憑依して操り、女神から奪った宝玉でストロベリーフィールズを滅ぼそうと目論む邪悪な者達であった。
そんなある日、流浪の旅を続ける剣士のヤマト・タケルが、ストロベリーフィールズを通り掛かる。広場で出会った少女のルナを危機から救ったことで彼女に剣の腕前を見込まれたタケルは、謁見した王女に現状を聞かされ、女神を初め捕われている者達の救出を依頼される。「どんな願いでも1つだけ叶える」という報酬を提示されてもいまいち気乗りしないタケルであったが、石板に封印された女神の姿から深い悲しみを感じ取った彼は胸を打たれ、心を決める。
こうしてタケルは、周りが美女ばかりのために持ち前のスケベ心も手伝い、ドラゴンナイトを倒すべく女神の塔へ足を踏み入れるのであった。

### 主な登場キャラクター
声優名はPCE版のもの。また、PCE版ナレーションは塩沢兼人が担当している。
ヤマト・タケル
声：神谷明
主人公。旅の剣士で、裕福な生活よりも冒険を好む。美女相手には必ずスケベ心を抱く好色家だが、そこを除けば基本的に無欲で優しい性格。たまたまストロベリーフィールズを訪れたことから、本作の物語が幕を開ける。
ルナ
声：日髙のり子
メインヒロイン。赤い髪と勝気な言動が目立つ、活発な少女。自分を危機から救ってくれたタケルの腕を見込み、王女に紹介する。シナリオ終盤でドラゴンナイトに女神の塔へ誘拐されるが、ここでもタケルに救出されたことで、彼へ想いを寄せるように。その想いは、『III』での再登場後にようやく結実することとなる。
ルナの母親
声：佐久間レイ
自宅を兼ねた寺院に娘のルナと共に住む美女。本名は不明だが、『III』での再登場時にはルーサという名が付いた。娘とは違って物静かな面持ちをしており、タケルが戦闘で受けたHPとMPのダメージをその量に応じた金額で回復してくれる。
王女
声：南場千絵子
ストロベリーフィールズを統べる、絶世の金髪美女。本名は不明だが、一般OVA版以降ではネイナという名が付いた。最初はその立場からもタケルにドラゴンナイト討伐を依頼する一方で、女だけの自国には異端である彼のことを警戒するが、討伐が進むうちに態度を軟化させていく。それはやがて一人の女性としての想いへと変わる。
衛兵
声：萩森侚子
甲冑で身を固め、王城の入口に立つ女性。本名は不明。他の国民と同じく美女であることは想像に難くないが、兜で目元が影に描かれているため、顔は不明。
予言者のオババ
声：京田尚子
若い女性で占められたストロベリーフィールズにおいて、唯一の老女。本名は不明。タケルを警戒してドラゴンナイトの討伐依頼を躊躇う王女に対し、彼こそが勇者であるとの予言を呈する。攻略で詰まった際にはヒントをくれるが、あまり役には立たない。
アン
声：西山妙子
塔1Fの牢屋でゴブリンに捕われている女戦士。
アニー
声：中山真奈美
塔1Fの拷問部屋でマスターオークに捕われている女戦士。
メル
声：小野寺麻理子
塔2Fでオーガロードに捕われている女戦士。
シオン
声：中村尚子
塔2Fの特別取調室でリザードマンに捕われている女戦士。
ルル
声：丹下桜
塔3Fでオークに変身させられている女戦士。
ジェーン
声：山崎和佳奈
塔3Fの調教室でミノタウルスに捕われている女戦士。
ラーラ
声：豊嶋真千子
塔4Fでデーモン達のメインディッシュになるところだった女戦士。
レイラ
声：笠原留美
塔4Fでバーサーカー達に捕われて尋問を受けている女戦士。
マリア
声：小野綾子
塔5Fのデーモンシティーにあるソープランドで客を取らされそうになっている少女。
シーラ
声：青山美保
塔5Fのストリップ「ポペポの館」で脱衣ショーをさせられている少女。
ソーシャ
声：柳瀬洋美
塔5Fのキャバクラ「あげまん」でサービス嬢をさせられている少女。全く似ていないが、予言者のオババの孫娘でもある。
マッチ売りの少女
声：鈴木麻里子
マリア救出後、塔5Fの暗い路地でマッチを売っている少女。タケルをモンスターと思い込んでおり、マッチを買うと脱ぎ始める。実は本筋と無関係なキャラクターのため、必ずしも会う必要は無い。
ドラゴンナイト総統
声：掛川裕彦
ラスボス。PCE版ではガゼルバーンという名が付いた。数多くのドラゴンナイトを統べ、ストロベリーフィールズに災厄をもたらした最悪かつ最強の存在。

## 一般OVA版
アダルトゲーム版と同じタイトルで、1991年（平成3年）10月25日にポリスターよりVHSとLDが発売された。共に税抜価格7,573円、ステレオ音声で収録時間カラー30分。
- VHS版品番：PSVX-1016
- LD版品番：PSLX-1016

### スタッフ（一般OVA）
- 原作 - エルフ
- 監督 - 福田潤
- 脚本 - 野崎絹代
- 絵コンテ - 中村喜則
- キャラクターデザイン・作画監督 - 小林明美、宇佐美皓一
- 美術監督 - 飯島由樹子
- 音響監督 - 原田一男
- プロデューサー - 筧行夫
- 制作協力 - エルフ、ジャスト
- 製作・発売 - ポリスター

### 主題歌
エンディングテーマ「SHOOTING LOVER」
作詞 - AZUSA / 作曲・編曲 - 田口洋 / 歌 - 水谷優子

### 声の出演
- ヤマトタケル：松本保典
- ルナ：水谷優子
- ネイナ：吉田美保
- シーラ：南杏子
- ジェーン：渡辺美佐
- レイラ：麻見順子
- ラーラ：矢島晶子
- 女兵士：篠原あけみ
- ミノタウロス：古田信幸
- リザードマン(1)：菅原淳一
- リザードマン(2)：石野竜三
- グリーンドラゴン：喜多川拓郎
- ブラックドラゴン：笹岡繁蔵
- ドラゴンナイト総統：麦人

## 15禁OVA版
『ドラゴンナイト外伝』（ドラゴンナイトがいでん）のタイトルでVHSとLDで発売され、後にファイブウェイズからセクシャルグレードアップ改訂版がVHSとDVDで発売された。内容は一般OVA版とは違い、主人公のヤマト・タケル（声：真殿光昭）の名前を借りただけの別物である。
- VHS版
  - レイティング：15禁 / 発売：タキコーポレーション / 品番：THC-1630 / 発売日：1995年2月25日 / 収録時間：45分
- LD版
  - レイティング：15禁 / 発売：タキコーポレーション / 品番：TCLA-1006 / 発売日：1995年2月25日 / 収録時間：45分
- VHS版
  - レイティング：18禁 / 発売：ファイブウェイズ / 品番：FW-0079 / 発売日：1999年2月22日 / 収録時間：45分
  - レイティング：18禁 / 発売：ファイブウェイズ / 品番：FW-0079R / 発売日：2000年2月18日 / 収録時間：45分
  - 『セクシャルグレードアップ改訂版』（セクシャルグレードアップかいていばん）の副題が付いている。
- DVD版
  - レイティング：18禁 / 発売：ファイブウェイズ / 品番：FWD-0003 / 発売日：2000年10月18日 / 収録時間：45分
  - 『セクシャルグレードアップ改訂版』（セクシャルグレードアップかいていばん）の副題が付いている。

### スタッフ（15禁OVA）
- 原作 - 蛭田昌人（エルフ）
- 企画原案 - Dr.POCHI
- 監督 - 豊岡薫
- 脚本 - 八田朗
- キャラクターデザイン - 佐原亜湖、カノアキラ
- 作画監督 - 中村勇馬
- 音楽 - Torsten Rasch
- プロデューサー - 天地悠大、豊田賢司
- 製作 - ALL PRODUCTS
- 制作 - Triple X

### オリジナルキャラクター
ジョディス
声：栗原みきこ
男装してスリに励む少女。ある日、失敗から男達にリンチされかかっていた所をタケルに救われる。
ルンター
声：中博史
悪の司教。レオナルドと裏で通じている。
レオナルド
声：緒方賢一
人間の女性を好み、性を貪る醜悪なモンスター。

### 主題歌
エンディングテーマ「One Nite Lover」
作詞 - 上田浩恵 / 作曲・編曲 - 森俊之 / 歌 - 上田浩恵

## 関連商品

### VC・LD
- エルフ・ベストキャラクターズ - NECアベニューより発売。

### 書籍
- エルフ監修公式ゲームガイド - 辰巳出版より発行。

## シリーズ一覧
- ドラゴンナイトII（英語版）
- ドラゴンナイトIII（英語版）
- ドラゴンナイト4
- Dragon Knight5 幾億の刻を超えて - DMM GAMESのオンラインプラウザゲーム。2017年2月28日より事前受付開始、2017年7月13日より正式サービス開始、2018年5月8日にサービス終了。ストーリーはオリジナル。